# Japans Grand Prix 2017
Japans Grand Prix 2017 (officielt navn: 2017 Formula 1 Japanese Grand Prix) var et Formel 1-løb som blev afholdt 8. oktober 2017 på Suzuka Circuit i Japan. Det var det sekstende løb i Formel 1-sæsonen 2017.
Løbet blev vundet af Lewis Hamilton fra Mercedes, som startede fra pole position. De andre podiepladser gik til Red Bull-kørerne Max Verstappen på anden og Daniel Ricciardo på tredje.

## Resultater

### Kvalifikation
| Pos.               | Nr. | Kører             | Konstruktør               | Del 1    | Del 2    | Del 3    | Grid |
| ------------------ | --- | ----------------- | ------------------------- | -------- | -------- | -------- | ---- |
| 1                  | 44  | Lewis Hamilton    | Mercedes                  | 1.29,047 | 1.27,819 | 1.27,319 | 1    |
| 2                  | 77  | Valtteri Bottas   | Mercedes                  | 1.29,332 | 1.28,543 | 1.27,651 | 61   |
| 3                  | 5   | Sebastian Vettel  | Ferrari                   | 1.29,352 | 1.28,225 | 1.27,791 | 2    |
| 4                  | 3   | Daniel Ricciardo  | Red Bull Racing-TAG Heuer | 1.29,475 | 1.28,935 | 1.28,306 | 3    |
| 5                  | 33  | Max Verstappen    | Red Bull Racing-TAG Heuer | 1.29,181 | 1.28,747 | 1.28,332 | 4    |
| 6                  | 7   | Kimi Räikkönen    | Ferrari                   | 1.29,163 | 1.29,079 | 1.28,498 | 101  |
| 7                  | 31  | Esteban Ocon      | Force India-Mercedes      | 1.30,115 | 1.29,199 | 1.29,111 | 5    |
| 8                  | 11  | Sergio Pérez      | Force India-Mercedes      | 1.29,696 | 1.29,343 | 1.29,230 | 7    |
| 9                  | 19  | Felipe Massa      | Williams-Mercedes         | 1.30,352 | 1.29,687 | 1.29,480 | 8    |
| 10                 | 14  | Fernando Alonso   | McLaren-Honda             | 1.30,525 | 1.29,749 | 1.30,687 | 202  |
| 11                 | 2   | Stoffel Vandoorne | McLaren-Honda             | 1.30,654 | 1.29,778 |          | 9    |
| 12                 | 27  | Nico Hülkenberg   | Renault                   | 1.30,252 | 1.29,879 |          | 11   |
| 13                 | 20  | Kevin Magnussen   | Haas-Ferrari              | 1.30,774 | 1.29,972 |          | 12   |
| 14                 | 30  | Jolyon Palmer     | Renault                   | 1.30,516 | 1.30,022 |          | 182  |
| 15                 | 55  | Carlos Sainz, Jr. | Toro Rosso                | 1.30,565 | 1.30,413 |          | 192  |
| 16                 | 8   | Romain Grosjean   | Haas-Ferrari              | 1.30,849 |          |          | 13   |
| 17                 | 10  | Pierre Gasly      | Toro Rosso                | 1.31,317 |          |          | 14   |
| 18                 | 18  | Lance Stroll      | Williams-Mercedes         | 1.31,409 |          |          | 15   |
| 19                 | 9   | Marcus Ericsson   | Sauber-Ferrari            | 1.31,597 |          |          | 16   |
| 20                 | 94  | Pascal Wehrlein   | Sauber-Ferrari            | 1.31,885 |          |          | 17   |
| 107%-tid: 1.35,280 |     |                   |                           |          |          |          |      |
| Kilde:             |     |                   |                           |          |          |          |      |

### Løbet
| Pos.   | Nr. | Kører             | Konstruktør               | Omgange | Tid/Udgået  | Startpos. | Point |
| ------ | --- | ----------------- | ------------------------- | ------- | ----------- | --------- | ----- |
| 1      | 44  | Lewis Hamilton    | Mercedes                  | 53      | 1.27.31,194 | 1         | 25    |
| 2      | 33  | Max Verstappen    | Red Bull Racing-TAG Heuer | 53      | +1,211      | 4         | 18    |
| 3      | 3   | Daniel Ricciardo  | Red Bull Racing-TAG Heuer | 53      | +9,679      | 3         | 15    |
| 4      | 77  | Valtteri Bottas   | Mercedes                  | 53      | +10,580     | 6         | 12    |
| 5      | 7   | Kimi Räikkönen    | Ferrari                   | 53      | +32,622     | 10        | 10    |
| 6      | 31  | Esteban Ocon      | Force India-Mercedes      | 53      | +1.07,788   | 5         | 8     |
| 7      | 11  | Sergio Pérez      | Force India-Mercedes      | 53      | +1.11,424   | 7         | 6     |
| 8      | 20  | Kevin Magnussen   | Haas-Ferrari              | 53      | +1.28,953   | 12        | 4     |
| 9      | 8   | Romain Grosjean   | Haas-Ferrari              | 53      | +1.29,883   | 13        | 2     |
| 10     | 19  | Felipe Massa      | Williams-Mercedes         | 52      | +1 omgang   | 8         | 1     |
| 11     | 14  | Fernando Alonso   | McLaren-Honda             | 52      | +1 omgang   | 20        |       |
| 12     | 30  | Jolyon Palmer     | Renault                   | 52      | +1 omgang   | 18        |       |
| 13     | 10  | Pierre Gasly      | Toro Rosso                | 52      | +1 omgang   | 14        |       |
| 14     | 2   | Stoffel Vandoorne | McLaren-Honda             | 52      | +1 omgang   | 9         |       |
| 15     | 94  | Pascal Wehrlein   | Sauber-Ferrari            | 51      | +2 omgange  | 17        |       |
| Ret    | 18  | Lance Stroll      | Williams-Mercedes         | 45      | Hjulophæng  | 15        |       |
| Ret    | 27  | Nico Hülkenberg   | Renault                   | 40      | Bagvinge    | 11        |       |
| Ret    | 9   | Marcus Ericsson   | Sauber-Ferrari            | 7       | Ulykke      | 16        |       |
| Ret    | 5   | Sebastian Vettel  | Ferrari                   | 4       | Motor       | 2         |       |
| Ret    | 55  | Carlos Sainz, Jr. | Toro Rosso                | 0       | Ulykke      | 19        |       |
| Kilde: |     |                   |                           |         |             |           |       |

Noter til tabellerne:
- 1:  - Valtteri Bottas og Kimi Räikkönen fik gridstraffe på fem placeringer hver for ikke-planlagt udskiftning af gearkasse.[4]
- 2:  - Fernando Alonso fik en gridstraf på 35 placeringer og Jolyon Palmer og Carlos Sainz, Jr. fik gridstraffe på 20 placeringer hver for at have skiftet diverse motorelementer.[4]

## Stillingen i mesterskaberne efter løbet
| Nr. | +/- | Kører              | Point |
| --- | --- | ------------------ | ----- |
| 1   |     | Lewis Hamilton     | 306   |
| 2   |     | Sebastian Vettel   | 247   |
| 3   |     | Valtteri Bottas    | 234   |
| 4   |     | Daniel Ricciardo   | 192   |
| 5   |     | Kimi Räikkönen     | 148   |
| 6   |     | Max Verstappen     | 111   |
| 7   |     | Sergio Pérez       | 82    |
| 8   |     | Esteban Ocon       | 65    |
| 9   |     | Carlos Sainz, Jr.  | 48    |
| 10  |     | Nico Hülkenberg    | 34    |
| 11  |     | Felipe Massa       | 34    |
| 12  |     | Lance Stroll       | 32    |
| 13  |     | Romain Grosjean    | 28    |
| 14  | 1   | Kevin Magnussen    | 15    |
| 15  | 1   | Stoffel Vandoorne  | 13    |
| 16  |     | Fernando Alonso    | 10    |
| 17  |     | Jolyon Palmer      | 8     |
| 18  |     | Pascal Wehrlein    | 5     |
| 19  |     | Daniil Kvjat       | 4     |
| 20  |     | Marcus Ericsson    | 0     |
| 21  |     | Antonio Giovinazzi | 0     |
| 22  |     | Pierre Gasly       | 0     |
| NC  | –   | Jenson Button      | 0     |
| NC  | –   | Paul di Resta      | 0     |

| Nr. | +/- | Konstruktør          | Point |
| --- | --- | -------------------- | ----- |
| 1   |     | Mercedes             | 540   |
| 2   |     | Ferrari              | 395   |
| 3   |     | Red Bull-TAG Heuer   | 303   |
| 4   |     | Force India-Mercedes | 147   |
| 5   |     | Williams-Mercedes    | 66    |
| 6   |     | Toro Rosso           | 52    |
| 7   | 1   | Haas-Ferrari         | 43    |
| 8   | 1   | Renault              | 42    |
| 9   |     | McLaren-Honda        | 23    |
| 10  |     | Sauber-Ferrari       | 5     |